# Kshirpai
Kshirpai, également appelée Khirpai, Kyrpoy ou Keerpoy, est une ville de l'État du Bengale-Occidental en Inde.